# Арпино
Арпино (итал. Arpino) је насеље у Италији у округу Фрозиноне, региону Лацио.
Према процени из 2011. у насељу је живело 1535 становника. Насеље се налази на надморској висини од 429 м.

## Становништво
Према резултатима пописа становништва 2011. у општини је живело 7.386 становника.
| 1931.  | 1936.  | 1951.  | 1961. | 1971. | 1981. | 1991. | 2001. | 2011. |
| ------ | ------ | ------ | ----- | ----- | ----- | ----- | ----- | ----- |
| 10.488 | 10.564 | 10.381 | 8.381 | 7.601 | 7.847 | 8.006 | 7.614 | 7.386 |

## Партнерски градови
- Балатонфиред
- Формија